# Markersdorf
Markersdorf là một đô thị huyện Görlitz, trong bang tự do Sachsen, nước Đức. Đô thị Markersdorf có diện tích 62,39 km², dân số thời điểm ngày 31 tháng 12 năm 2006 là 4296 người.